# Полёт на Луну (мультфильм)
«Полёт на Луну» — советский мультипликационный фантастический мультфильм 1953 года. Первый в СССР фантастический мультфильм послевоенного периода, снят за 8 лет до первого полёта человека в космос.
Пионер Коля Хомяков волею обстоятельств принимает участие в межпланетном перелёте профессора астрономии Боброва. Задача экспедиции — разыскать пропавшую ракету, которая потерпела аварию при исследовании лунной поверхности.
В 1958 году кадры фильма были использованы в США при создании телевизионного фантастического сериала «The space explorers»: были заимствованы изображения внутренних интерьеров космического корабля, образы героев и их пластика.

## Сюжет
Трое ребят — Коля Хомяков, Петя Терещенко и Сэнди Робинсон — играют в «Международное Общество Межпланетных Сообщений имени Циолковского» (МОМС). «Международность» общества доказывается тем, что Коля — русский, Петя — украинец, а Сэнди — негр. Отец их подружки Наташи, космонавт, отправился в полёт на Луну. Случайно ребята узнают, что его корабль потерпел аварию и не может улететь обратно на Землю. Наташа просит их послать на выручку папе её собаку, Тобика. Коля нехотя соглашается. После переполоха в обсерватории (выполняющей функции Центра управления полётами), в ящике, где был Тобик, оказывается Коля, и его случайно забирают в космический корабль вместе с прочим грузом. Петя и Сэнди пытаются найти ящик с Колей с помощью Тобика, но пёс, учуяв колбасу, указывает на другой ящик, в котором доставлялись съестные припасы.
Экипаж корабля «Р-2» составляют профессор Бобров и женщина-космонавт Софья Андреевна. После взлёта они находят на борту Колю, который очень удивляется тому факту, что он летит на Луну, и просит вернуть его обратно, так как у него скоро контрольная по математике. Но обратно он сможет вернуться не раньше, чем через 12 дней. О его присутствии на космическом корабле радиографируют на Землю, об этом пишут в газетах, о чём сообщает его взволнованным друзьям милиционер-регулировщик (он же комендант).
«Р-2» достигает Луны, где в кратере Архимед должен находиться потерпевший аварию «Р-1». Но «Р-1» почему-то не выходит на связь. Тем временем Наташа от имени МОМС преподносит вахтёру обсерватории новую швабру (взамен той, что он сломал, гоняясь за Тобиком) и просит сообщать им о новостях.
Бобров и Коля выходят на поиски «Р-1». В пути профессор рассказывает Коле интересные факты о Луне (например, отсутствие атмосферы, из-за чего на Луне нет погодных явлений и нет рассеивания света, поэтому человек, вставший на Луне в тень, становится невидимым). Попав под метеоритный дождь, они убегают в пещеру. Но профессор повреждает ногу и не может идти, поэтому посылает Колю одного к кораблю, в качестве ориентира указывая на две скалы. Мальчик теряет дорогу, так как скалы разрушил метеорит, но случайно находит «Р-1» и отца Наташи. Они вдвоём забирают профессора Боброва из пещеры и возвращаются на «Р-1». Ракету чинят и выходят на связь с «Р-2». Оба космических корабля возвращаются на Землю, в Москву.

## Создатели
- Сценарий: Валентина Морозова, Николая Эрдмана
- Режиссёры: Валентина и Зинаида Брумберг
- Художники-постановщики: Григорий Козлов, Виктор Никитин, Игорь Николаев
- Режиссёр-консультант: Михаил Яншин
- Композитор: Юрий Левитин
- Оператор: Елена Петрова
- Звукооператор: Николай Прилуцкий
- Художники-мультипликаторы: Борис Дёжкин, Лев Попов, Роман Давыдов, Владимир Арбеков, Фаина Епифанова, Борис Бутаков, Фёдор Хитрук, Константин Чикин, Татьяна Фёдорова, Елена Хлудова, В. Борисова
- Художник по трюковым съёмкам: Николай Фёдоров
- Художники-декораторы: Ольга Геммерлинг, Вера Валерианова, Елена Танненберг, Галина Невзорова, Дмитрий Анпилов, Вера Роджеро, Константин Малышев
- Ассистент режиссёра: Татьяна Фёдорова
- Монтажница: Валентина Иванова
- Роли озвучивали:

Вера Бендина — Коля Хомяков
Евгения Морес — Петя Терещенко
Валентина Сперантова — Сэнди Робинсон
Галина Новожилова — Наташа
Михаил Яншин — Профессор
Владимир Готовцев — Сторож
Лилия Гриценко — Штурман
Владимир Грибков — Комендант

## Художественные особенности
Сюжет мультфильма во многом совпадает с сюжетом художественного фильма «Космический рейс», созданного на киностудии «Мосфильм» в 1935 году, что позволяет назвать «Полёт на Луну» мультипликационным ремейком данного фильма.
Изобразительный ряд мультипликационного фильма выполнен в преобладающем тогда натуралистическом стиле. Михаил Михайлович Яншин, неоднократно сотрудничавший с режиссёрами Валентиной и Зинаидой Брумберг («Пропавшая Грамота», «Сказка о солдате», «Федя Зайцев» и другие), озвучив одного из персонажей фильма (профессора Боброва), определил не только его голос, но и его внешность.
В фильме звучит фрагмент вальса П. И. Чайковского (взаимоусиливающий эффект картин величия космического пространства и звучащей на их фоне классической музыки позже применил Стэнли Кубрик в фильме «Космическая одиссея 2001 года»). Эпизоды пребывания героев мультфильма на Луне сопровождает электронная музыка (от эпизода «Метеоритный дождь»).

## Издания
- Сценарий фильма — в сборнике «Фильмы-сказки. Сценарии рисованных фильмов» /Сост. Б. Воронов; Предисл. Л. Кассиля. — М.: Искусство, 1954. — 248 с., ил., тираж 90 000[5]; В. Морозов, Н. Эрдман. — Полёт на Луну, стр. 49-80[6].
- В 1960 году издательством «Детский мир» по мотивам фильма была выпущена книжка-раскраска Ю. Данилова (художник — М. Ботов)[7].